# Agbangnizoun
Agbangnizoun is een van de 77 gemeenten (communes) in Benin. De gemeente ligt in het departement Zou en heeft een oppervlakte van 244 km². Agbangnizoun telt 72.549 inwoners (2013). De gemeente is opgedeeld in tien arrondissementen, die verder bestaan uit 53 dorpen:
- Adanhondjigon
- Adingnigon
- Agbangnizoun
- Kinta
- Kpota
- Lissazounmè
- Sahè
- Sinwé
- Tanvè
- Zoungoudo

De rivier de Couffo vormt de westelijke grens van de gemeente. Verschillende zijrivieren van de Couffo stromen door de gemeente. Het dorp Agbangnizoun ligt op 20 km van Abomey. Een autoweg verbindt Agbangnizoun met Toffo, Abomey en Djidja. Het grootste deel van de bevolking woont van de landbouw. De voornaamste gewassen zijn maïs, pindanoten en groenten. Er is ook veeteelt. Jaarlijks trekken Fulbe met hun vee naar Agbangnizoun op zoek naar weidegrond.

## Geschiedenis
Het grondgebied van de huidige gemeente werd omstreeks 1600 bewoond door Adja-Popo. Het gebied kwam in handen van het koninkrijk Abomey onder koning Houégbadja (1645-1685) en onder zijn zoon Agbohessou. Koning Guézo (1818-1858) had een paleis in Agbangnizoun en koning Glèlè (1858-1889) in Sinwé.
De gemeente werd opgericht in februari 2003 op basis van de wet van 15 januari 1999 die een administratieve hervorming inhield.

## Bevolking
In 2002 telde de gemeente 55.001 inwoners. In 2013 waren dit er 72.549.
Opm: Bevolkingscijfers in duizendtallen
Bron: Agbangnizoun Commune in Benin; 1979-2013: volkstellingen
Bron: Institut National de la Statistique Benin; 2013: volkstelling